# Eleuterio Fernández Huidobro
Eleuterio Fernández Huidobro (Montevideo, 14 de març de 1942 - ibídem, 5 d'agost de 2016) va ser un polític, escriptor i periodista uruguaià pertanyent al Front Ampli. Va ser ministre de Defensa durant la presidència de José Mujica (2011-2015) i la segona presidència de Tabaré Vázquez (2015-2016).

## Biografia

### Passat guerriller
Fernández Huidobro va ser un dels fundadors i principals dirigents del Moviment d'Alliberament Nacional-Tupamaros (MLN-T) durant els anys 1960.
Va caure presoner el 8 d'octubre de 1969 durant la presa de Pando i va fugir de la presó de Punta Carretas juntament amb altres 110 presos el setembre de 1971. Va ser novament detingut el 14 d'abril de 1972, a la casa de Luis Martirena al carrer Amazonas, un episodi on va ser mort per les Forces Armades l'amo de casa i la seva esposa Ivette. Posteriorment, va passar dotze anys pres durant tota la dictadura militar, essent alliberat el 1985.
Durant la seva actuació al MLN-T va integrar la direcció del Moviment i va ser autor de diversos dels seus principals documents, així com dels dits «Plan Satán», «Plan Cacao» i d'altres, que van marcar l'acció dels Tupamaros durant els anys més intensos de l'enfrontament armat. Així mateix, de la presó estant, va participar en negociacions amb la cúpula militar en el que es va nomenar la Treva Armada, esdeveniment que relata al llibre homònim.

### Actuació política
Durant les eleccions presidencials de 1999 va resultar elegit diputat pel departament de Canelones i senador de la República (Moviment de Participació Popular, Encuentro Progresista-Frente Amplio) optant pel Senat. Va ser reelegit en les eleccions nacionals del 31 d'octubre de 2004, per exercir un nou període com a senador, però en aquesta ocasió la seva força política va resultar guanyadora i el seu candidat Tabaré Vázquez va ocupar la presidència. Com Fernández Huidobro ocupava el segon lloc de la llista més votada, i el primer lloc era de José Mujica -designat Ministre de Ramaderia, Agricultura i Pesca- es va transformar en el primer senador de la llista més votada i de vegades ha exercit la vicepresidència de l'Uruguai.
Des de 2007 dirigeix el Corrent d'Acció i Pensament-Llibertat, una escissió del Moviment de Participació Popular (MPP), que integrava el MLN i orientava José Mujica.
A mitjan 2009 es va deslligar una polèmica periodística, arran de la contractació a l'Hospital Maciel dels serveis de neteja de l'empresa per la qual treballa la seva dona Alejandra de Melo.
Durant les eleccions d'octubre de 2009, va encapçalar la llista al Senat de la CAP-L, essent elegit senador per al període 2010-2015.

### Actuació periodística i literària
Columnista del quinzenari (i després setmanari) Mate Amargo des de la seva refundació el 1986 fins al seu recent tancament, ha escrit diversos llibres rebent els següents premis:
- Premi Bartolomé Hidalgo en el gènere testimonis per Memorias del Calabozo (adaptada al cinema l'any 2018 amb el títol La noche de 12 años)[6]
- Premi Ciudad de Montevideo per La Fuga de Punta Carretas.

## Obra
- La Batalla de la Energía (2006).
- Victoria (2005).
- El Ataque (2003).
- Desastre nacional (2003).
- Bancada (2001).
- En la nuca (2000).
- Artigas olvidado (2000).
- El Tejedor (1995).
- Vacaciones (1995).
- Cebaduras (1994) (crònica dels articles escrits dins Mate Amargo).
- Chile Roto (1993).
- Los Dos mundos (1991).
- La Fuga de Punta Carretas (1990) (narra la fugida de la presó de Punta Carretas el 1971).
- Memorias del Calabozo (1987-88) (escrit amb Mauricio Rosencof, narra les condicions de la detenció durant la dictadura).
- La Tregua Armada (1987).
- Historia de los Tupamaros (1986-87).